# 화염의 바다
화염의 바다(Fuocoammare, par-dela Lampedusa, Fuocoammare, Fire at sea)는 프랑스에서 제작된 잔프란코 로시 감독의 2015년 다큐멘터리 영화이다. 제66회 베를린 국제 영화제에서 황금곰상을 수상했다.
유럽 난민 위기 기간 중 람페두사의 시칠리아섬에서 촬영되었다.